# Steinwälzer (Gattung)

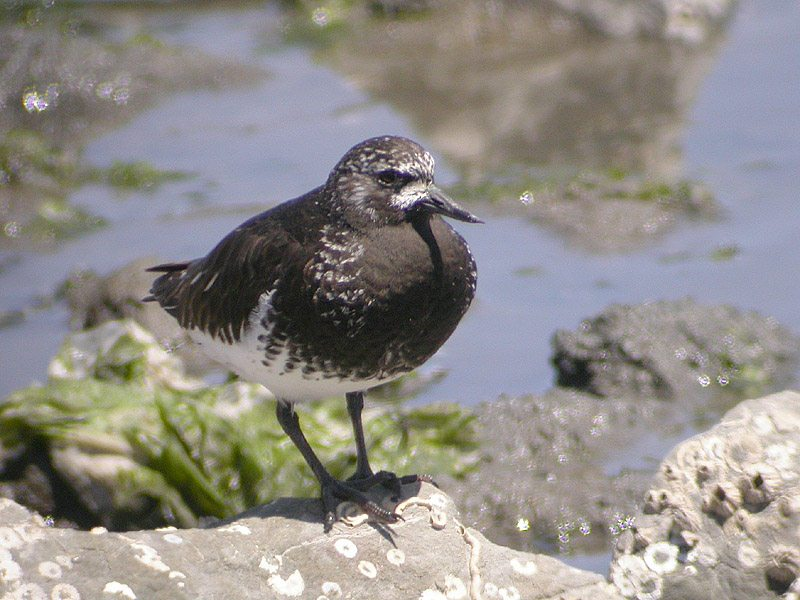
Schwarzkopf-Steinwälzer im Prachtkleid

Die Steinwälzer (Arenaria) sind eine Gattung innerhalb der Familie der Schnepfenvögel. Die Gattung umfasst mit dem Steinwälzer und dem Schwarzkopf-Steinwälzer lediglich zwei rezente Arten, von denen eine Art zirkumpolar verbreitet und die zweite auf die Nearktis begrenzt ist. Für den Steinwälzer werden mehrere Unterarten unterschieden, der Schwarzkopf-Steinwälzer ist dagegen monotypisch.

## Erscheinungsbild
Der auch in Mitteleuropa vorkommende Steinwälzer erreicht eine Körperlänge von 22 bis 24 Zentimetern. Die Flügelspannweite erreicht 45 bis 56 Zentimeter und das Gewicht liegt im Bereich 80 bis 190 Gramm. Der Schwarzkopf-Steinwälzer ist fast gleich groß und erreicht eine Körperlänge von 22 bis 25 Zentimetern. Die Flügelspannweite beträgt 50 bis 55 Zentimeter. Das Gewicht variiert zwischen 100 und 140 Gramm.
Die Beine sind bei beiden Arten im Verhältnis zur Körpergröße für einen Regenpfeiferartigen ungewöhnlich kurz. Die Gestalt wirkt insgesamt gedrungen. Im Prachtkleid ist das Männchen des Steinwälzers auf der Körperoberseite leuchtend kastanienbraun und schwarz gemustert. Der Kopf und die Körperunterseite sind weiß mit einer schwarzen Strichelung auf dem Scheitel und einer schwarzen, unregelmäßigen Zeichnung an den Wangen, Halsseiten und auf der Brust. Das Weibchen ist insgesamt etwas matter gefärbt und weist im Genick einen rahmfarbenen Fleck auf. Die Brustzeichnung ist beim Weibchen weniger leuchtend. Der Schwarzkopf-Steinwälzer ist weniger farbenprächtig als der Steinwälzer. Er hat im Prachtkleid einen schwarzen Kopf mit einer sehr feinen Strichelung auf dem Oberkopf und dem Nacken. Auffällig ist vor allem der weiße Fleck an der Schnabelbasis. Der Schnabel ist schwarz, die Iris ist dunkelbraun. Die Kehle und die Brust ist schwarz, einzelne Federn sind jedoch weiß gesäumt, so dass diese dicht weiß gefleckt wirken. Die Körperunterseite ist weiß, lediglich die oberen Flanken weisen eine der Brust ähnliche Färbung auf. Der Rücken, der Rumpf und die Oberschwanzdecken sind weiß, der Schwanz ist schwarz. 
Im Schlichtkleid ist der Schwarzkopf-Steinwälzer ähnlich dem Prachtkleid gefärbt, jedoch ist die feine weiße Fleckung deutlich reduziert und es fehlt vor allem der weiße Fleck an der Schnabelbasis. Beim Steinwälzer fehlen im Prachtkleid die kräftigen rotbraunen und schwarzen Farben. Der Kopf, die Körperoberseite und die Brust sind dann graubraun mit einer deutlich weniger ausgeprägten schwärzlichen Fleckung.

## Verbreitung
Das Verbreitungsgebiet des Steinwälzers erstreckt sich im Norden über Eurasien bis in das arktische Nordamerika und Grönland. Er brütet zum Teil hocharktisch noch bis zum 83. nördlichen Breitengrad (Grönland) und 80. nördlichen Breitengrad auf Spitzbergen. Der Schwarzkopf-Steinwälzer kommt nur im Westen und Süden Alaskas vor. Er präferiert als Lebensraum felsigere Küsten als der Steinwälzer.
Beide Arten sind Langstreckenzieher. Der Schwarzkopf-Steinwälzer hält sich im Winterhalbjahr an der Westküste der Vereinigten Staaten und Niederkaliforniens auf. Die Überwinterungsquartiere des Steinwälzers liegen an den Küsten Westeuropas, an den Küsten der Baltischen Staaten sowie im Osten des Mittelmeers, in Vorderasien und an den Küsten des Indischen Ozeans bis in den Süden Afrikas. Zu den bedeutenden Überwinterungsgebieten des Steinwälzers zählen unter anderem das Wattenmeer der Nordsee, das Rhein-Maas-Delta, die belgische Küste, die Bucht von Goulven im Nordwesten der Bretagne, die Île de Ré, die Küste der Isle of Thanet, der Osten von Sanday, die Morecambe Bay und die Bucht von Morlaix.

## Lebensweise
Die beiden Arten unterscheiden sich leicht in ihrer Ernährungsweise. Beide fressen Wirbellose, beim Steinwälzer spielen jedoch Muscheln und Krustentiere eine größere Rolle. Der Schwarzkopf-Steinwälzer frisst gelegentlich auch die Eier kleinerer Vögel.
Bei beiden Arten ist das Nest eine flache Mulde, die mit etwas Pflanzenmaterial ausgelegt wird. Das Gelege umfasst zwei bis vier Eier. Die Brutzeit ist mit 20 bis 22 Tagen beim Schwarzkopf-Steinwälzer etwas kürzer als beim Steinwälzer. Bei beiden Arten sind beide Elternvögel an der Brut beteiligt. Die Jungvögel des Steinwälzers sind bereits mit 19 bis 21 Tagen flügge, die Jungvögel des Schwarzkopf-Steinläufers erst mit 25 bis 30 Tagen.

## Belege

### Einzelbelege
1. ↑   Sale, S. 223
2. ↑   Colston et al., S. 211
3. ↑   Bauer et al., S. 518
4. ↑   Delany et al., S. 356 und S. 357
5. ↑   Sale, S. 222
6. ↑   Sale, S. 223